# Aero California
Aerocalifornia war eine mexikanische Fluggesellschaft. Sie flog in Mexiko mehrere Dutzend Flughäfen an und verband außerdem die Metropolen im Südwesten der USA mit touristischen Zielen und Knotenpunkten in Mexiko. Seit August 2008 sind Flüge von Aerocalifornia erneut eingestellt.

## Geschichte
Die Fluggesellschaft wurde 1960 gegründet.
Offenbar hat die Aero California in den ersten Apriltagen 2006 aufgrund Konkurs ihren Betrieb eingestellt. Es war weder die Website der Airline erreichbar noch waren irgendwelche JR-Flüge buchbar (sie wurden in den Buchungssystemen auch nicht mehr angezeigt).
Im Juli 2006 wurde nach ziemlich genau 90 Tagen der Flugbetrieb wieder aufgenommen. Mit zunächst acht DC-9-50 wurde der Betrieb innermexikanisch wieder aufgenommen und im Laufe des Jahres 2007 erheblich ausgeweitet, da das neu angewendete Low-Cost-Prinzip gut zu funktionieren schien.
Trotzdem musste Aerocalifornia ihre Flüge am 24. Juli 2008 wegen unbezahlter Schulden, auch an Flughäfen, wieder suspendieren. Seit dem 2. August 2008 hat Aerocalifornia den Betrieb eingestellt. Die Website ist jetzt offline und die Fluglinie telefonisch unerreichbar.

## Name
Ihren Namen hat die Gesellschaft daher, dass ein Schwerpunkt des Streckennetz in Baja California liegt, wo sie praktisch alle Flughäfen bedient, nämlich: Tijuana, Mexicali, Loreto, La Paz und Los Cabos.

## Flotte

### Flotte bei Betriebseinstellung

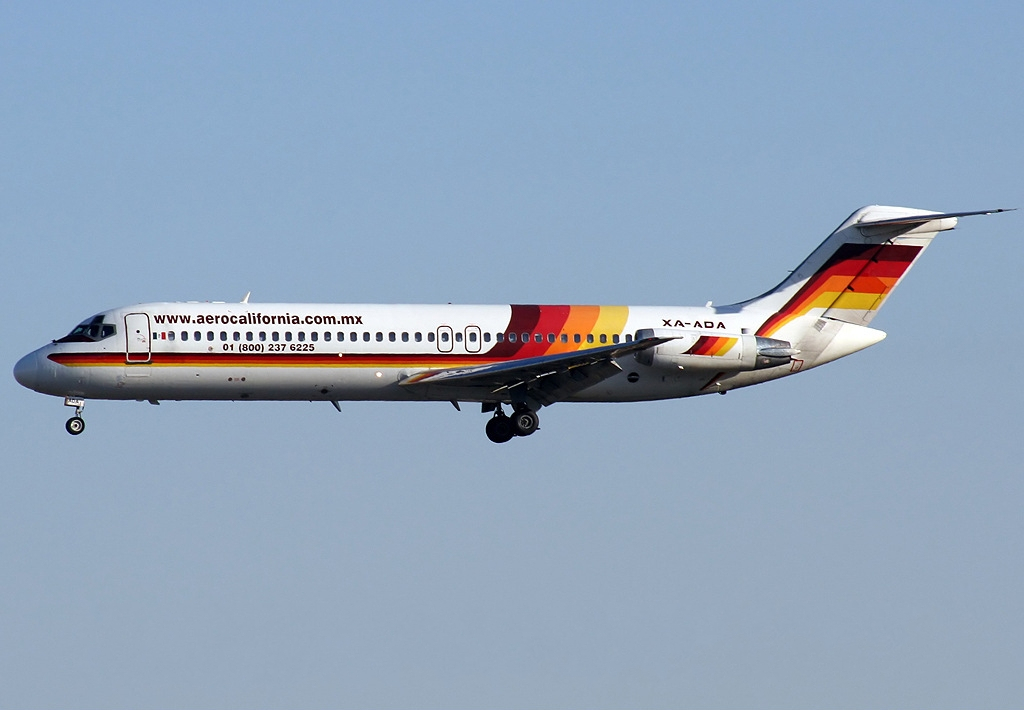
McDonnell Douglas DC-9-30 der Aero California im Anflug auf den Flughafen von Mexiko-Stadt, März 2007

(Stand: März 2008)
- 21 Douglas DC-9-30